# 奇吉里阿里巴
奇吉里阿里巴（西班牙語：Chiguirí Arriba），是巴拿馬的城鎮，位於該國中部，由科克萊省的佩諾諾梅區負責管轄，面積202.9平方公里，海拔高度390米，2010年人口10,018人，人口密度每平方公里49.4人。